# Maria Charizze Ina Dela Cruz
Maria Charizze Ina Dela Cruz (* 13. November 1993 in Cagayan de Oro, Misamis Oriental) ist eine philippinische Fußballspielerin.

## Leben
Dela Cruz siedelte mit ihrer Familie im Frühjahr 1997 aus ihrer Heimat den Philippinen um in die kalifornische Kleinstadt Roseville. Während sie in Roseville aufwuchs, besuchte Dela Cruz von 2006 bis 2010 die Granite Bay High School in Granite Bay. Im Herbst 2011 schrieb sie sich dann an der Idaho State University ein, wo sie Psychologie studiert. Dela Cruz besitzt seit 2010 auch die US-amerikanische Staatsbürgerschaft, neben der Philippinischen.

### Fußballkarriere

#### Verein
Dela Cruz startete ihre Fußballkarriere mit 9 Jahren in der Women Soccer Mannschaft des Placer United. In ihrer Zeit an der Granite Bay High School spielte sie bis 2010 für das Women’s Soccer Team der Eagles und in den Semesterferien für die Placers. Im Herbst 2011 startete sie ihr Studium an der Idaho State University und steht seither im Tor der Uni Athletics Team, den Bengals Women Soccer Teams.

#### Nationalmannschaft
Am 23. April 2013 wurde Dela Cruz erstmals in die Philippinische Fußballnationalmannschaft der Frauen berufen und spielte ihr Debüt im Mai 2013 gegen die Bangladeschische Fußballnationalmannschaft. Dela Cruz spielte im Mai 2013 den AFC Women’s Asian Cup in Bangladesch.

### Basketballkarriere
In ihrer Jugend spielte sie an der High School, drei Jahre lang Basketball für die Granite Bay Grizzlies und bis zu ihrem 19. Lebensjahr im Mannschaftsbasketball für die Hotshots Youth Basketball Association.